# Валь (комуна)
Валь (люксемб. Wal, фр. Wahl, нім. Wahl) — комуна Люксембургу. Входить до складу кантону Реданж в окрузі Дикірх.

## Географія
Площа території комуни становить 19,74 км² (58-е місце за цим показником серед 116 комун Люксембургу).
Висота найвищої точки комуни над рівнем моря складає 544 метрів (4-е місце за цим показником серед комун країни), найнижчої — 305 метрів (105-е місце).

## Демографія
Станом на 2011 рік на території комуни мешкало 846 ос.
Динаміка чисельності населення:

## Адміністративний поділ
До складу комуни входять такі поселення:
| Поселення | Населення за даними переписів: | Населення за даними переписів: | Населення за даними переписів: |
| Поселення | на 31.03.1981                  | на 01.03.1991                  | на 15.02.2001                  |
| --------- | ------------------------------ | ------------------------------ | ------------------------------ |
| Бушродт   | 101                            | 110                            | 112                            |
| Гревельс  | 151                            | 179                            | 220                            |
| Хайспельт | 68                             | 61                             | 77                             |
| Куборн    | 59                             | 66                             | 71                             |
| Валь      | 171                            | 159                            | 220                            |